# 财务自由
財務自由（英語：financial independence）或財富自由，是指工作并不为了钱，而钱完全够用的状态。只要资产产生的被动收入等于或超过日常开支，便称之为退休。
从财务自由方面来说，资产是不用工作就能把钱放到口袋里的东西（资产产生被动收入），而负债则是从你的口袋里把钱拿走的东西。因此，你的私家车就不再是普通意义上所说的资产。一套用于出租盈利的物业才是资产，因为它完全归你所有，每月产生的收入抵消了你交纳的物业税后还有盈余。而你自己住的房子就不再是资产，因为你还要为它负担抵押贷款以及因此产生的贷款利息，即使还清了抵押贷款和贷款利息，你仍然要承担房屋的维护、物業稅等项目开支。
下面各项是实现财务自由的标准原则：
- 创造资产
- 减少负债
- 管理日常开支

财务自由跟你是否年轻或有多少钱无关。如果你能从本职工作以外的途径赚到足够你日常开销的钱，你就已经财务自由了。年龄可能跟财务自由无关，假设你现年25岁，每月开支1000块钱，你的资产每月产生1001块钱的被动收入，你就财务自由了，你可以选择你想做的事情，而不必担心下一顿吃什么或者住哪里。假设你现年50岁，月入百万，但每月开销超过百万，那你仍然没能达到财务自由，你仍然不得不继续月入百万地这么维持下去。
有人认为，财务自由仅仅适用于少量人口，如果绝大多数人都试图达成财务自由，那么该系统将不可避免地崩溃。该理论认为财务自由所依赖的被动收入，来源于其他人的主动收入。这和产生婴儿潮退休问题的原因基本相似，其中关于当占人口大多数的战后婴儿潮一代陆续开始领取退休金时，社会保障体系被预言将会崩溃。

## 被动收入实现财务自由
下表不完全列举了各种可能达成财务自由的被动收入来源：
- 出租物业
- 無條件基本收入
- 股息或基金分红
- 银行定期存款和每月收入计划
- 图书写作、摄影摄像作品、音乐绘画创作等带来的的版税，以及专利费等收入
- 来自博客或网站的广告收入
- 退休金
- 前任配偶赔偿的每月生活费、子女抚养费或儿童信托基金
- 出租专业资格或学历[4]

### 出租物业
这是人们达到财务自由最常见的渠道，然而这也是一个最昂贵的方式。优点是一旦你有了一个可供出租的物业，它就能为你产生被动收入，它通常是一个长期产生现金流的优质资产。拥有该物业的完整业权通常较为可取，因为物业空租期内你没有抵押贷款的压力，仍可以保持财务自由的水平。
另一個需要考量的因素是自己是否有能力應付務業出租所引發的各項待解決事項，例如房客的招租、房屋修繕、租金追討、惡意破壞求償等等，所花的心力是否足以稱為被動收入是需要在實際執行前需要考慮的。

### 财务自由度
```
财务自由度 =（目前
净资产
×
）/目前的年支出
```

```

  

    

      

        
F

        
=

        
(

        
S

        
∗

        
N

        
∗

        
R

        
)

        

          
/

        

        
C

      

    

    
{\displaystyle F=(S*N*R)/C}

  

```

```

  

    

      

        
Y

        
−

        
C

        
=

        
S

      

    

    
{\displaystyle Y-C=S}

  

```

```

  

    

      

        
S

        

          
/

        

        
Y

        
=

        
F

        

          
/

        

        
(

        
F

        
+

        
N

        
∗

        
R

        
)

      

    

    
{\displaystyle S/Y=F/(F+N*R)}

  

```

```
注：
财务自由度的理想目标值为１
[
5
]

  

    

      

        
F

        
:

      

    

    
{\displaystyle F:}

  

 财务自由度

  

    

      

        
S

        
:

      

    

    
{\displaystyle S:}

  

 年储蓄总额

  

    

      

        
N

        
:

      

    

    
{\displaystyle N:}

  

 总工作年数

  

    

      

        
R

        
:

      

    

    
{\displaystyle R:}

  

 投资回报率

  

    

      

        
C

        
:

      

    

    
{\displaystyle C:}

  

 年支出总额

  

    

      

        
Y

        
:

      

    

    
{\displaystyle Y:}

  

 年所得总额

  

    

      

        
S

        

          
/

        

        
Y

        
:

      

    

    
{\displaystyle S/Y:}

  

 储蓄率
```